# Frattura (Scanno)
Frattura è l'unica frazione del comune abruzzese di Scanno, in provincia dell'Aquila. Abitato da poche decine di residenti, il paese è situato a 1260 m s.l.m. sulle pendici occidentali del gruppo montuoso del Genzana. A causa del terremoto di Avezzano del 1915, il nucleo antico è andato quasi del tutto distrutto; il centro nuovo fu ricostruito più in basso, tanto che i due paesi sono denominati "Frattura Vecchia" e "Frattura Nuova".

## Geografia fisica

### Territorio
I due borghi di Frattura sono situati 
tra i 1260 e i 1307 m s.l.m. del territorio montano dell'alta valle del Sagittario, nel comune di Scanno. Circondati dalle vette dei monti Genzana (2170 m s.l.m.), Rognone (2089 m s.l.m.), Serra Leardi (1932 m s.l.m.) e Rava (1859 m s.l.m.), dominano il sottostante lago di Scanno. Il territorio si caratterizza per la presenza di alcune fonti e sorgenti come Avanelli, Giordano, Leardi, Malvascione e Pietra Libertina ed è circondato dalle aree protette della riserva naturale guidata Monte Genzana e Alto Gizio e del parco nazionale d'Abruzzo, Lazio e Molise.

## Storia

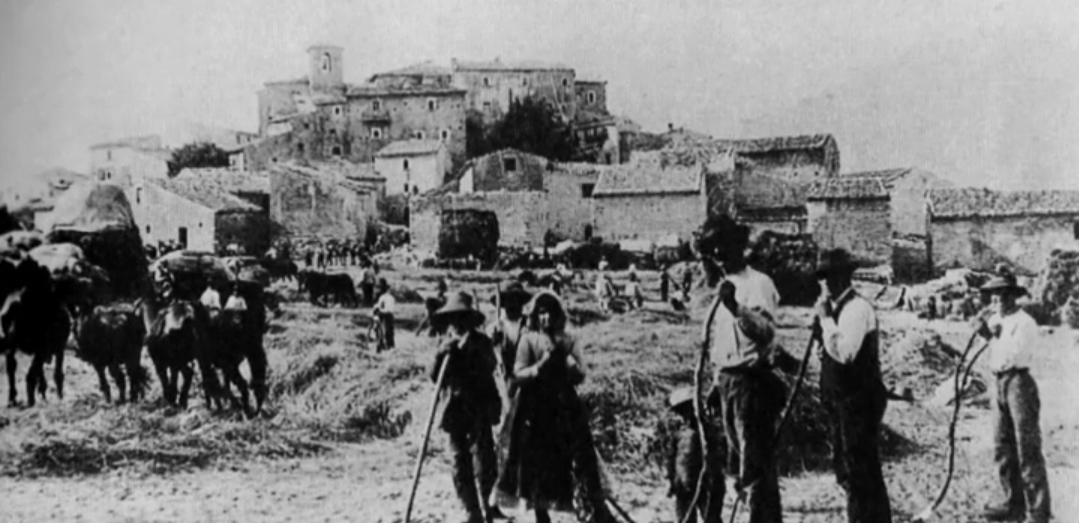
Foto d'epoca scattata prima del terremoto del 1915

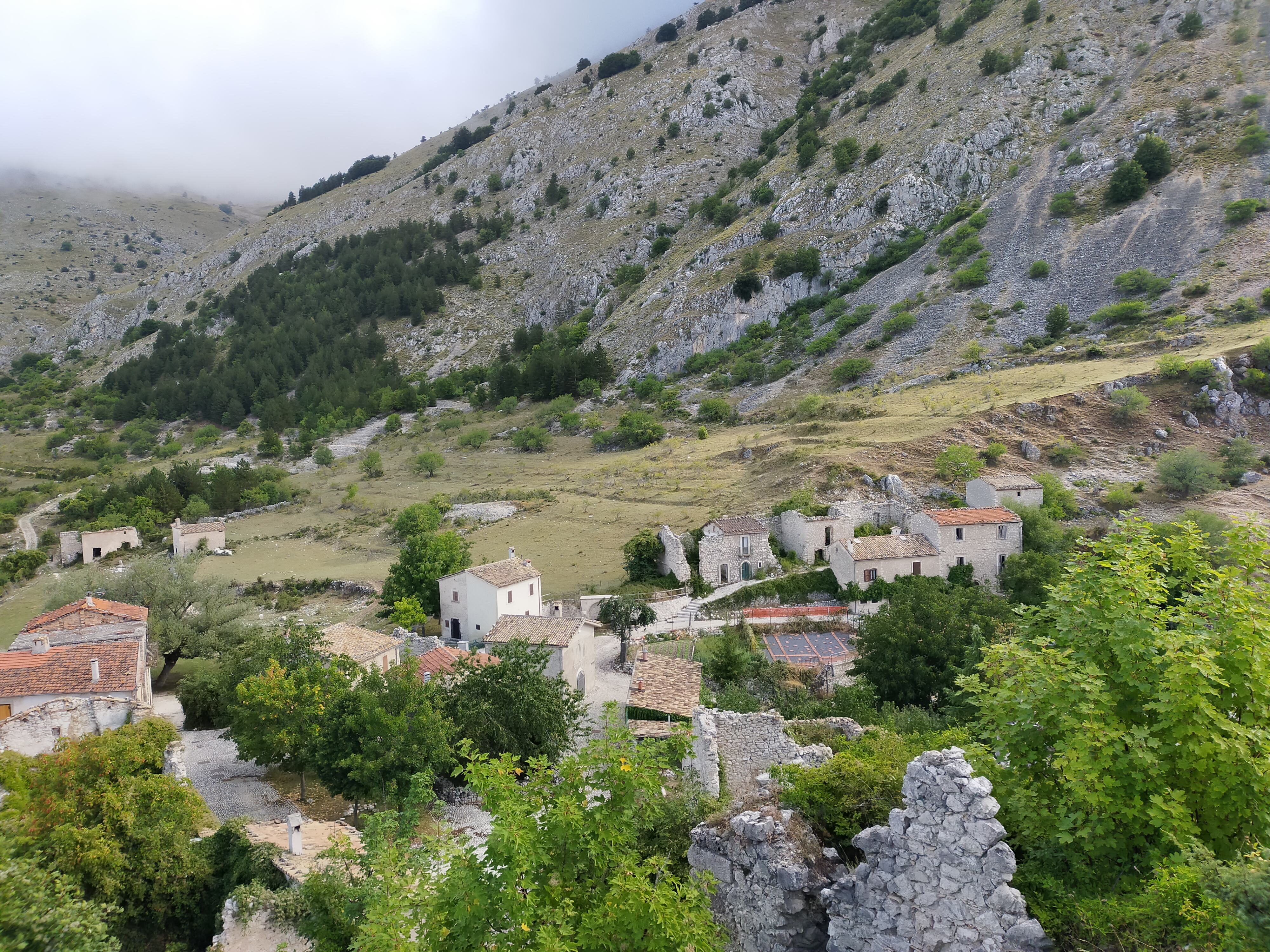
Frattura Vecchia vista dai ruderi di San Nicola

Frattura deve il poleonimo al fenomeno franoso generatosi in epoca preistorica sul monte Rava, gruppo montuoso del Genzana che sbarrò il sottostante fiume Tasso formando così il lago di Scanno tra i 12.820 e i 3.000 anni fa. A cominciare dalla fine del IX secolo e l'inizio del X secolo ebbe inizio la costruzione dell'incastellamento di Frattura, fondato dai conti Di Sangro e ceduto nel 1091 da Oderisio di Oderisio al monastero di Montecassino.

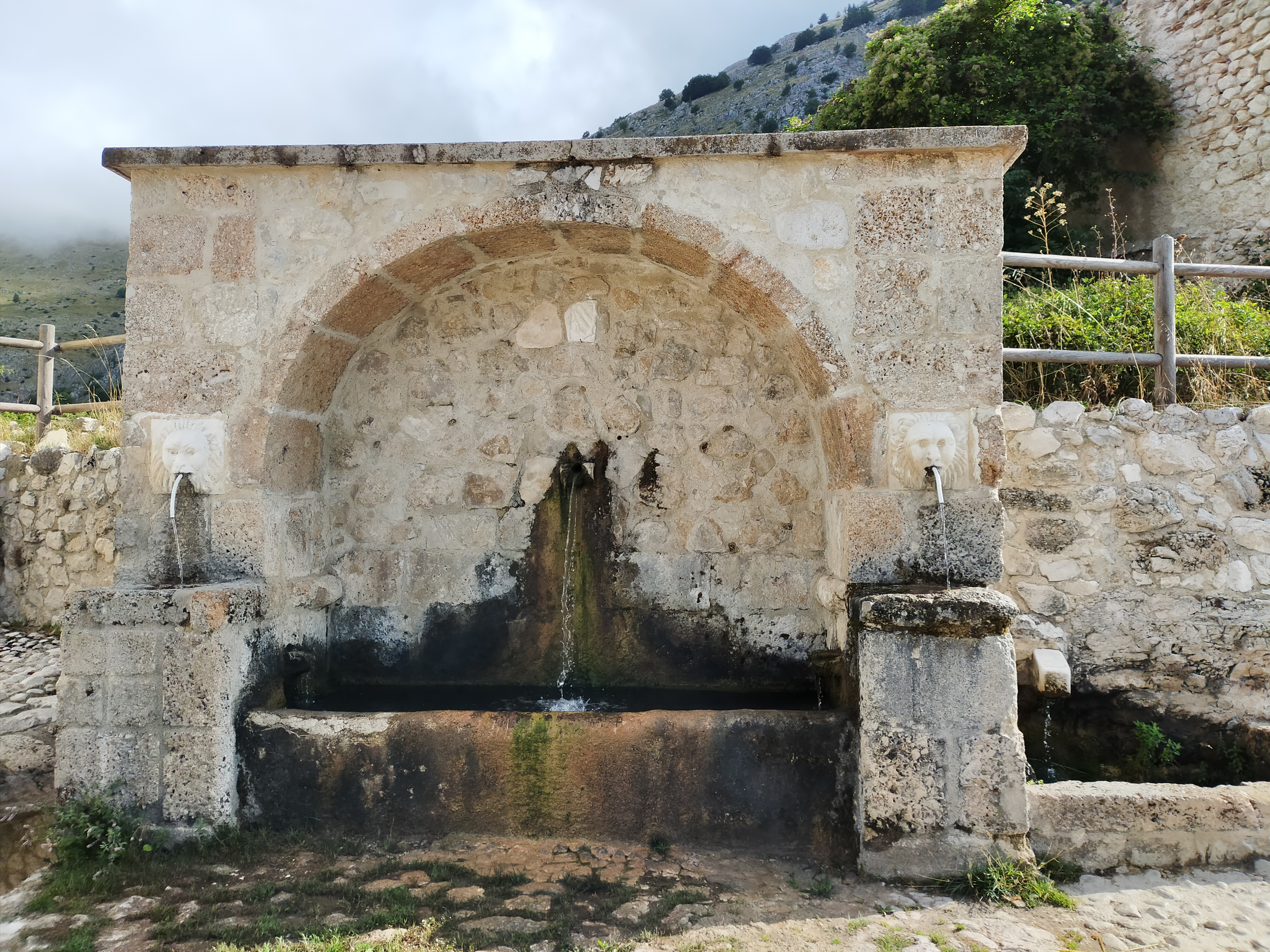
Il fontanile ottocentesco a Frattura Vecchia

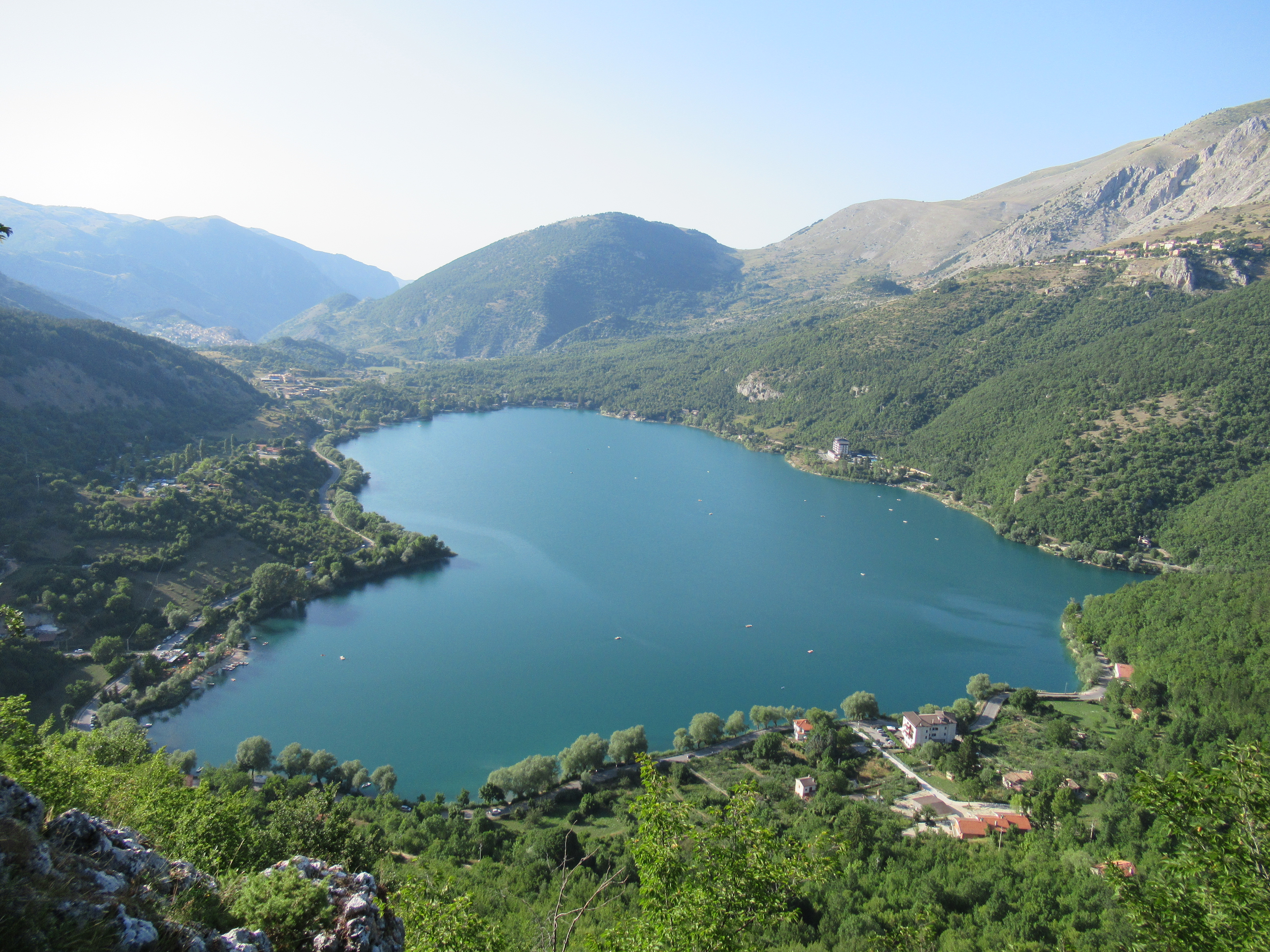
Lago di Scanno, monte Genzana (dx) e Frattura (dx) visti dal "sentiero del Cuore"

Secondo alcuni studiosi il paese antico sarebbe identificabile con il "castello dei Numi" menzionato in alcuni documenti storici del XVII secolo.
Il terremoto della Marsica del 1915, con epicentro nei pressi di Avezzano, causò il 13 gennaio di quell'anno ampie distruzioni nel centro originario di Frattura. I motivi di ciò sono da attribuire alle caratteristiche geomorfologiche del sito: il vecchio paese è situato in prossimità della nicchia di distacco della frana pleistocenica che causò lo sbarramento del fiume sottostante e la formazione del lago. Durante un sisma infatti, la presenza di materiale incoerente come quello depositato da una frana porta ad amplificare l'onda sismica, causando danni maggiori agli edifici rispetto a quelli posti su un terreno di natura rocciosa. Infatti i paesi limitrofi, in base a quanto riportato dai cataloghi macrosismici dell'Istituto nazionale di geofisica e vulcanologia, subirono danneggiamenti minori.
Il numero delle vittime fu pari alla metà dei circa 350 residenti censiti; perì quasi l'intera popolazione effettivamente presente al momento del sisma, per lo più donne e bambini in quanto gli uomini erano transumati con le greggi in Puglia. Dell'antico abitato rimangono dei ruderi; alcune case tuttavia sono state ristrutturate.
Il centro, denominato Frattura Nuova, venne ricostruito in epoca fascista tra il 1932 e il 1936 su un altro sperone del monte Rava, leggermente più a sud. Su indicazione di Benito Mussolini vennero edificati i primi tre edifici come atto di riconoscenza ad un commilitone nativo di Frattura che nella prima guerra mondiale gli salvò la vita.
Nel secondo dopoguerra l'emigrazione negli Stati Uniti d'America, in Europa, a Sulmona e in altre città dell'Italia centrale causò lo spopolamento del paese che, nel corso degli anni, è stato parzialmente valorizzato per fini turistici.

## Monumenti e luoghi d'interesse

### Architetture religiose

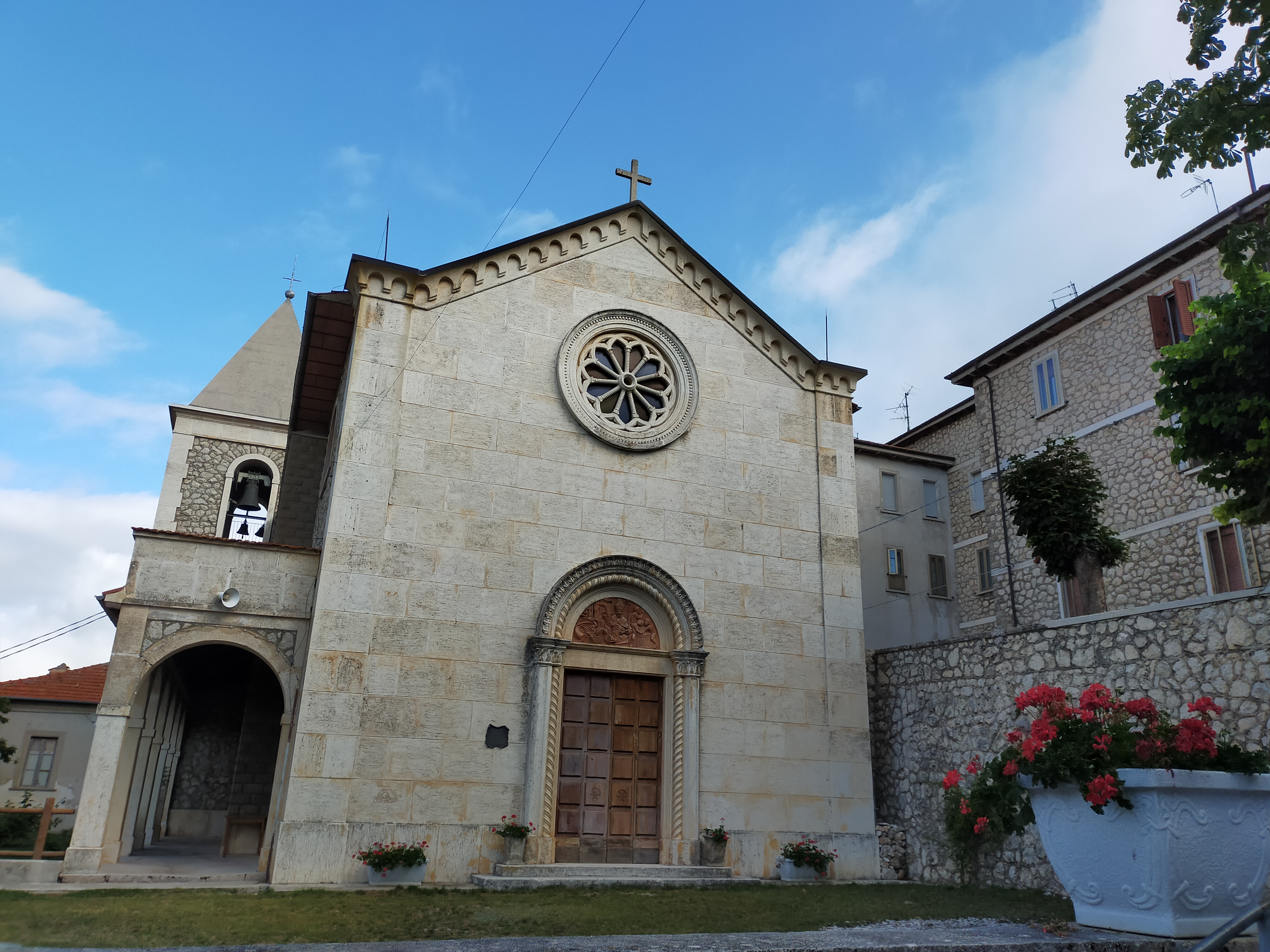
Chiesa di San Nicola

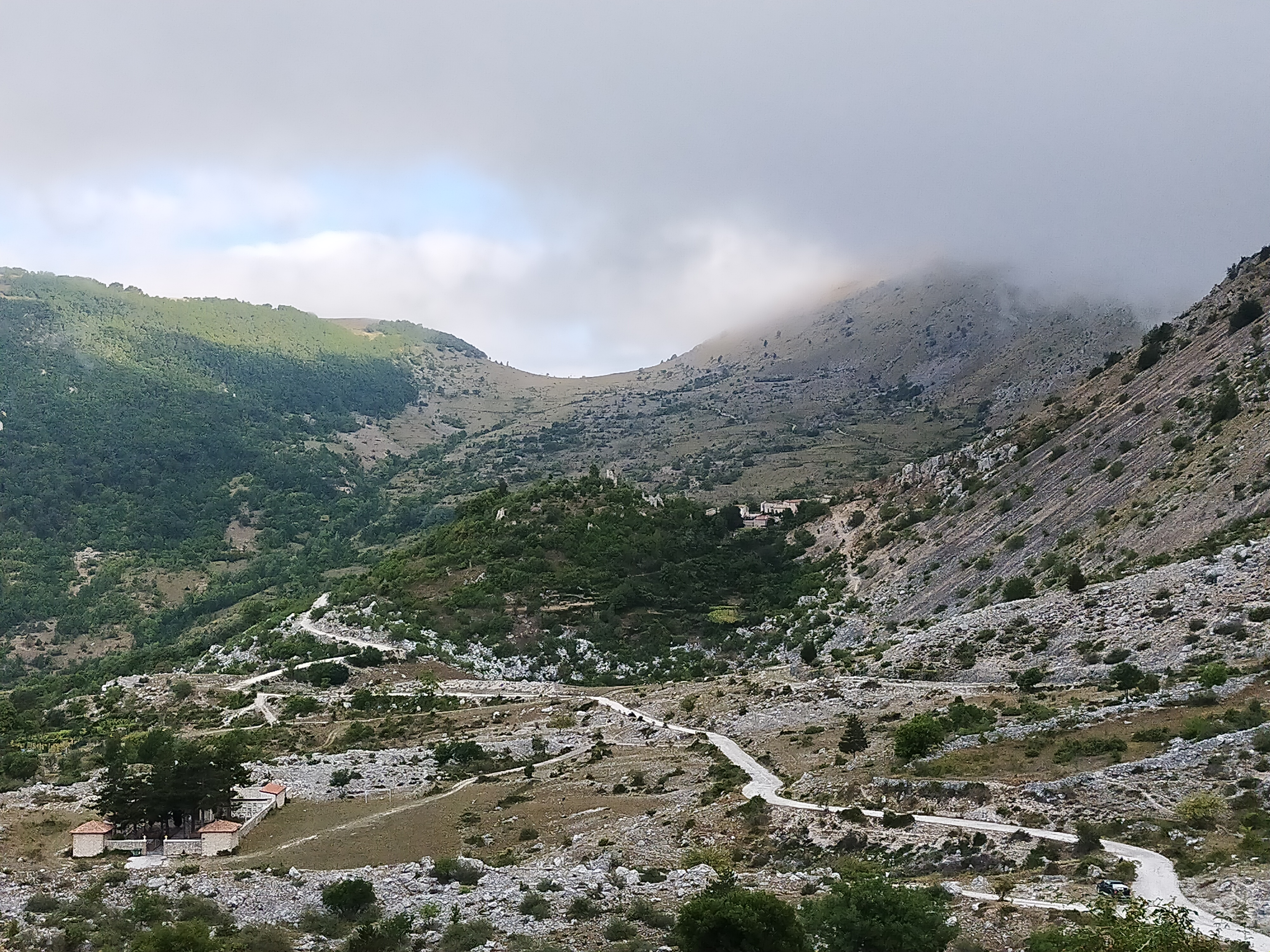
Frattura Vecchia tra i monti Genzana e Rognone

- Chiesa di San Nicola. È la principale chiesa di Frattura Nuova  costruita nel 1920, dato che quella antica di Frattura Vecchia collassò con il terremoto del 1915. L'impianto è rettangolare, neoromanico, con facciata decorata da rosone a raggiera e portale a tutto sesto,con bassorilievo in terracotta della Madonna col Bambino. Il campanile a torre conserva una campana quattrocentesca della vecchia chiesa. L'interno è a navata unica, voltato a botte, con affresco del cielo in blu. Si conserva la statua processionale del santo.
- Chiesetta di San Nicola, situata nel piazzale di Frattura Vecchia.
- Chiesetta dell'Immacolata, situata in località La Cona, è stata restaurata nel 2011.
- Ruderi dell'antica chiesa e del campanile di San Nicola a Frattura Vecchia[4].

### Architetture civili
- Paese di Frattura Vecchia[10] risalente al Medioevo, fu in gran parte distrutto dal terremoto di Avezzano del 1915. Abbandonato per la ricostruzione a valle di Frattura Nuova, è stato rivalorizzato a cominciare dal XXI secolo, con il recupero delle case di pietra meglio conservate. All'accesso principale del vecchio nucleo abitato si conservano anche una fontana di pietra e una cappella dedicata alla Madonna. La parte alta è quella più ammalorata, coi ruderi delle case e della torre campanaria dell'antica chiesa di San Nicola[4].

### Monumenti
- Fontanile ottocentesco di San Nicola a Frattura Vecchia.
- Croce stazionale.
- Memoriale del terremoto della Marsica del 1915[4].

### Aree naturali
- Riserva naturale guidata Monte Genzana e Alto Gizio.
- Parco nazionale d'Abruzzo, Lazio e Molise.
- Lago di Scanno.
- Gole del Sagittario[10].

## Società

### Tradizioni e folclore
La festa patronale in onore di San Nicola si svolge annualmente nella prima domenica di settembre.

## Cultura

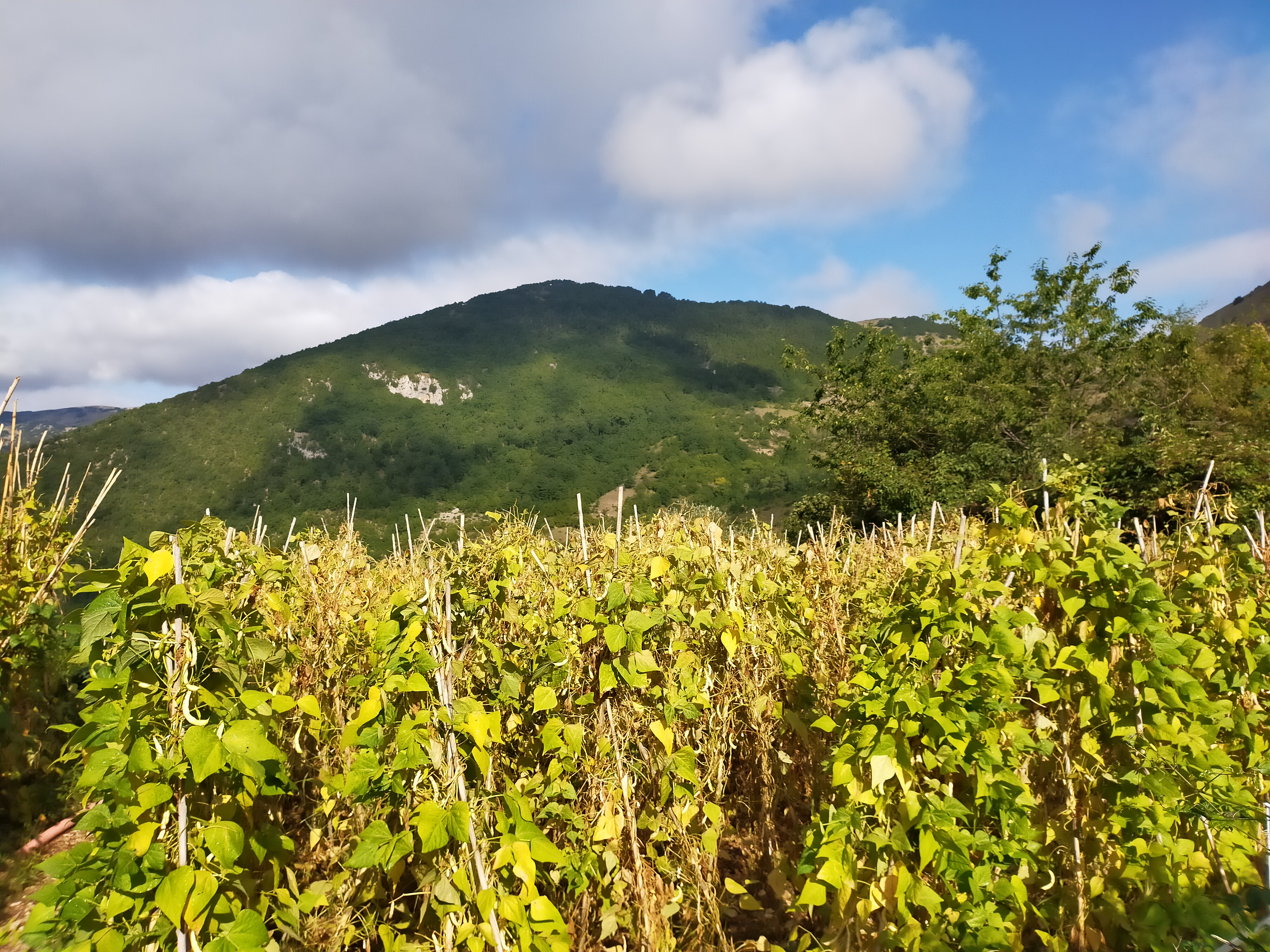
Fagioli bianchi di Frattura

### Musei
Il museo delle arti e tradizioni popolari è un museo etnografico in cui sono esposti tutti gli attrezzi in uso agli inizi del secolo scorso suddivisi in arnesi per la casa, attrezzi da viaggio, per l'agricoltura e per l'allevamento.

### Cinema
Nel 1956 sono state girate a Frattura Vecchia alcune scene del film dal titolo Uomini e lupi con Silvana Mangano ed Yves Montand mentre nel 2002 vi sono state girate alcune scene iniziali del film diretto da Michele Placido Un viaggio chiamato amore.
Il 13 dicembre 1965 Frattura appare in uno dei servizi del programma Rai TV7 dal titolo Le donne di Frattura, incentrato sul fenomeno della femminilizzazione della popolazione causato dalla transumanza e dall'emigrazione dei capifamiglia.
Nel 2024 è stato realizzato un documentario dal titolo Un bel nulla. Una storia di frattura" di Luca Walter Mariani, Angelo Urgo e Bastiaan De Haas.

### Cucina
Coltivato a Frattura, il fagiolo bianco detto anche fagiolo di pane, è una varietà autoctona del legume. Il suo utilizzo in cucina è variegato, può condire la tipica pasta abruzzese delle sagne a pezze (dette anche "Tocconelle") o può essere servito come verdura o con l'insalata.  

## Infrastrutture e trasporti

### Strade
Frattura è raggiungibile attraverso la strada provinciale 110 che si dirama dalla strada statale 479 Sannite, in corrispondenza del bivio situato nei pressi del lago di Scanno.

## Sport
Da Frattura si diramano molti sentieri frequentati dai praticanti del trekking, equiturismo e cicloturismo.